# FK Stachanow Kadyjewka
FK Stachanow Kadyjewka (ukr. ФК «Стаханов» Кадіївка) – ukraiński klub piłkarski z siedzibą w Kadyjewce, w obwodzie łuhańskim. Pozbawiony statusu profesjonalnego w roku 1999.
W latach 1992–1999 występował w rozgrywkach ukraińskiej Drugiej Lihi.

## Historia
Chronologia nazw: 
- 1936: Stachanoweć Kadyjewka (ukr. «Стахановець» Кадіївка)
- 1937: Stachanoweć Sergo (ukr. «Стахановець» Серго)
- 1943: Stachanoweć Kadyjewka (ukr. «Стахановець» Кадіївка)
- 1946: Szachtar Kadyjewka (ukr. «Шахтар» Кадіївка)
- 1978: Szachtar Stachanow (ukr. «Шахтар» Стаханов)
- 1980: Stachanoweć Stachanow (ukr. «Стахановець» Стаханов)
- 1991: Wahonobudiwnyk Stachanow (ukr. «Вагонобудівник» Стаханов)
- 1994: Szachtar Stachanow (ukr. «Шахтар» Стаханов)
- 2004: FK Stachanow (ukr. ФК «Стаханов»)
- 2005: Stachanoweć Stachanow (ukr. «Стахановець» Стаханов)
- 2006: FK Stachanow (ukr. ФК «Стаханов»)
- 2016: FK Stachanow Kadyjewka (ukr. ФК «Стаханов» Кадіївка)

Zespół piłkarski Stachanoweć został założony w Kadyjewce w 1936. Występował w rozgrywkach Mistrzostw ZSRR.
Od 1992 występował w rozgrywkach mistrzostw Ukrainy w Drugiej Lidze.
Po rundzie jesiennej sezonu 1998/99 klub z przyczyn finansowych zrezygnował z dalszych występów w Drugiej Lidze i potem kontynuował występy w rozgrywkach regionalnych. Klub został pozbawiony statusu klubu profesjonalnego. Od 2004 klub był finansowany z budżetu miejskiego i nazywał się FK Stachanów. W 2005 występował w mistrzostwach obwodu jako Stachanoweć. 
W maju 2016 nazwa miasta została zmieniona na Kadyjewka. 21 maja 2016 klub z nazwą FK Stachanow przystąpił do II mistrzostw nieuznanej ŁRL.

## Sukcesy
- Mistrz Ukraińskiej SRR spośród zespołów kultury fizycznej (2x): 1956, 1979

## Trenerzy
...
- 1956:  Wiktor Ponomariow
- 1957–1958:  Walerij Biechtieniew

...
- 07.1966–12.1966:  Wiktor Sokołow

...
- 1969:  W. Sołdatenko
- 1970–1971:  Wiktor Fomin
- 1971:  Ołeh Bazyłewycz
- 1972–1973:  Wasilij Wasiljew

...
- 1981–09.1981:  Wjaczesław Alabjew

...
- 1983:  Andrij Kuczynski
- 1984:  P.G. Nikitenko
- 1985–05.1985:  Anatolij Czeremysin
- 05.1985–1986:  Ołeksij Rastorhujew

...
- 1990:  Serhij Horkowenko
- 1991–05.1991:  Serhij Hułewski

...
- 11.1996–1999:  Rostysław Łysenko

...
- 2005:  Anatolij Czeremysin

...
- 2007:  Anatolij Hładkych

...
- 20.07.2010–2011:  Wołodymyr Kuzowlew

## Inne
- Zoria Ługańsk